# Clasificación de Concacaf para la Copa Mundial de Fútbol de 2010
Para la Copa Mundial de Fútbol de 2010, la Concacaf cuenta con tres cupos directos y un cupo para la repesca contra el quinto lugar de la clasificatoria de la Conmebol. Para este evento participarán los 35 equipos asociados a la Concacaf; Guadalupe, Guayana Francesa, Martinica, Saint-Martin y Sint Maarten son miembros asociados pero no son miembros de la FIFA por lo que no participan en el evento.

## Equipos participantes
Los equipos participantes fueron divididos en tres grupos en función de su posición en la clasificación mundial de la FIFA en mayo de 2007. El primer grupo, con los 13 mejores clasificados, pasó directamente a la segunda ronda.
Para la primera ronda, en Durban se realizó un sorteo para determinar 11 parejas compuestas cada una por un equipo del Grupo 2 y otro del Grupo 3 y que se enfrentaron en partidos de ida y vuelta. Los ganadores se unieron a los 13 equipos del Grupo 1 para formar 12 parejas y realizar nuevamente partidos de ida y vuelta. Estos doce ganadores formaron 3 grupos de 4 equipos cada uno realizando un sistema de todos-contra-todos de forma que los dos primeros lugares de cada grupo avancen a la fase final del torneo la cual consistirá en un grupo único de 6 participantes. Tras la realización de los partidos de ida y vuelta entre todos los equipos del grupo, los tres mejores clasificarán a la fase final de la Copa Mundial mientras que el cuarto irá al repechaje continental contra el quinto clasificado de la Conmebol.
| Grupo 1 | Grupo 2 | Grupo 3 |
| --- | --- | --- |
| 1. México 2. Estados Unidos 3. Costa Rica 4. Honduras 5. Panamá 6. Trinidad y Tobago 7. Jamaica 8. Cuba 9. Haití 10. Guatemala 11. Canadá 12. Guyana 13. San Vicente y las Granadinas | 1. Barbados 2. Surinam 3. Bermudas 4. Antigua y Barbuda 5. San Cristóbal y Nieves 6. República Dominicana 7. El Salvador 8. Bahamas 9. Nicaragua 10. Granada 11. Santa Lucía | 1. Islas Turcas y Caicos 2. Antillas Neerlandesas 3. Islas Vírgenes Británicas 4. Dominica 5. Islas Caimán 6. Puerto Rico 7. Anguila 8. Belice 9. Islas Vírgenes de los Estados Unidos 10. Montserrat 11. Aruba |

## Sorteo
| Grupo 1                     | Grupo 1           |
| Primera ronda               | Segunda ronda     |
| --------------------------- | ----------------- |
| Dominica Barbados           | Estados Unidos    |
| Is. Turcas y C. Santa Lucía | Guatemala         |
| Bermudas Islas Caimán       | Trinidad y Tobago |
| Aruba Antigua y Bar.        | Cuba              |

| Grupo 2                      | Grupo 2       |
| Primera ronda                | Segunda ronda |
| ---------------------------- | ------------- |
| Belice S. Cristóbal y N.     | México        |
| Bahamas Is. Vírgenes Br.     | Jamaica       |
| Rep. Dominicana Puerto Rico  | Honduras      |
| San Vicente y las Granadinas | Canadá        |

| Grupo 3                  | Grupo 3       |
| Primera ronda            | Segunda ronda |
| ------------------------ | ------------- |
| Is. Vírgenes Granada     | Costa Rica    |
| Montserrat Surinam       | Guyana        |
| Anguila El Salvador      | Panamá        |
| Antillas Neer. Nicaragua | Haití         |

## Primera ronda
| Equipo 1                       | Agr.        | Equipo 2                  | Ida     | Vuelta  |
| Grupo 1                        | Grupo 1     | Grupo 1                   | Grupo 1 | Grupo 1 |
| ------------------------------ | ----------- | ------------------------- | ------- | ------- |
| Dominica                       | 1–2         | Barbados                  | 1–1     | 0–1     |
| Islas Turcas y Caicos          | 2–3         | Santa Lucía               | 2–1     | 0–2     |
| Bermudas                       | 4–2         | Islas Caimán              | 1–1     | 3–1     |
| Aruba                          | 0–4         | Antigua y Barbuda         | 0–3     | 0–1     |
| Grupo 2                        |             |                           |         |         |
| Belice                         | 4–2         | San Cristóbal y Nieves    | 3–11    | 1–1     |
| Bahamas                        | 3–3 (v.)    | Islas Vírgenes Británicas | 1–1     | 2–22    |
| República Dominicana           | 0–1 (t. s.) | Puerto Rico               | N/A     | 0–13    |
| Grupo 3                        |             |                           |         |         |
| Islas Vírgenes Estadounidenses | 0–10        | Granada                   | N/A     | 0–103   |
| Surinam                        | 7–1         | Montserrat                | N/A     | 7–14    |
| El Salvador                    | 16–0        | Anguila                   | 12–0    | 4–05    |
| Nicaragua                      | 0–3         | Antillas Neerlandesas     | 0–1     | 0–2     |

- 1 Belice jugó su partido de local en Guatemala.[3]
- 2 Ambos partidos se jugaron en Bahamas.[3]
- 3 La serie se jugó a un partido porque República Dominicana no contaba con sede para partidos FIFA.[3]
- 4 Se jugó a un partido en Trinidad y Tobago porque ninguna de las selecciones contaba con una sede para partidos FIFA.[3]
- 5 Se jugó en Estados Unidos porque el estadio de Anguila no estaba terminado.[4]

## Segunda Ronda
| Equipo 1                     | Agr.    | Equipo 2              | Ida     | Vuelta  |
| Grupo 1                      | Grupo 1 | Grupo 1               | Grupo 1 | Grupo 1 |
| ---------------------------- | ------- | --------------------- | ------- | ------- |
| Estados Unidos               | 9–0     | Barbados              | 8–0     | 1–0     |
| Guatemala                    | 9–1     | Santa Lucía           | 6–0     | 3–11    |
| Trinidad y Tobago            | 3–2     | Bermudas              | 1–2     | 2–0     |
| Antigua y Barbuda            | 3–8     | Cuba                  | 3–4     | 0–4     |
| Grupo 2                      |         |                       |         |         |
| Belice                       | 0–9     | México                | 0–22    | 0–7     |
| Jamaica                      | 13–0    | Bahamas               | 7–0     | 6–03    |
| Honduras                     | 6–2     | Puerto Rico           | 4–0     | 2–2     |
| San Vicente y las Granadinas | 1–7     | Canadá                | 0–34    | 1–4     |
| Grupo 3                      |         |                       |         |         |
| Granada                      | 2–5     | Costa Rica            | 2–2     | 0–3     |
| Surinam                      | 3–1     | Guyana                | 1–0     | 2–1     |
| Panamá                       | 2–3     | El Salvador           | 1–0     | 1–3     |
| Haití                        | 1–0     | Antillas Neerlandesas | 0–0     | 1–0     |

- 1 Santa Lucía jugó su partido de local en Estados Unidos.
- 2 Belice jugó su partido de local en Estados Unidos.[5]
- 3 Bahamas jugó su partido de local en Jamaica.[6]
- 4 El orden de los partidos fue revertido del calendario original.[7]

## Tercera ronda

### Grupo 1
| Pos. | Equipo            | Pts. | PJ | G | E | P | GF | GC | Dif. | Clasificación |     | USA | TRI | GUA | CUB |
| ---- | ----------------- | ---- | -- | - | - | - | -- | -- | ---- | ------------- | --- | --- | --- | --- | --- |
| 1    | Estados Unidos    | 15   | 6  | 5 | 0 | 1 | 14 | 3  | +11  | Cuarta Ronda  |     | —   | 3–0 | 2–0 | 6–1 |
| 2    | Trinidad y Tobago | 11   | 6  | 3 | 2 | 1 | 9  | 6  | +3   | Cuarta Ronda  |     | 2–1 | —   | 1–1 | 3–0 |
| 3    | Guatemala         | 5    | 6  | 1 | 2 | 3 | 6  | 7  | −1   |               |     | 0–1 | 0–0 | —   | 4–1 |
| 4    | Cuba              | 3    | 6  | 1 | 0 | 5 | 5  | 18 | −13  |               | 0–1 | 1–3 | 2–1 | —   |     |

 Fuente: 
| Fecha                    | Lugar               |                   |                              | Resultado |                              |                   |
| ------------------------ | ------------------- | ----------------- | ---------------------------- | --------- | ---------------------------- | ----------------- |
| 20 de agosto de 2008     | Ciudad de Guatemala | Guatemala         | Bandera de Guatemala         | 0:1 (0:0) | Bandera de Estados Unidos    | Estados Unidos    |
| 20 de agosto de 2008     | La Habana           | Cuba              | Bandera de Cuba              | 1:3 (0:1) | Bandera de Trinidad y Tobago | Trinidad y Tobago |
| 6 de septiembre de 2008  | Puerto España       | Trinidad y Tobago | Bandera de Trinidad y Tobago | 1:1 (0:0) | Bandera de Guatemala         | Guatemala         |
| 6 de septiembre de 2008  | La Habana           | Cuba              | Bandera de Cuba              | 0:1 (0:1) | Bandera de Estados Unidos    | Estados Unidos    |
| 10 de septiembre de 2008 | Bridgeview          | Estados Unidos    | Bandera de Estados Unidos    | 3:0 (2:0) | Bandera de Trinidad y Tobago | Trinidad y Tobago |
| 10 de septiembre de 2008 | Ciudad de Guatemala | Guatemala         | Bandera de Guatemala         | 4:1 (1:1) | Bandera de Cuba              | Cuba              |
| 11 de octubre de 2008    | Washington D. C.    | Estados Unidos    | Bandera de Estados Unidos    | 6:1 (2:1) | Bandera de Cuba              | Cuba              |
| 11 de octubre de 2008    | Ciudad de Guatemala | Guatemala         | Bandera de Guatemala         | 0:0       | Bandera de Trinidad y Tobago | Trinidad y Tobago |
| 15 de octubre de 2008    | La Habana           | Cuba              | Bandera de Cuba              | 2:1 (1:0) | Bandera de Guatemala         | Guatemala         |
| 15 de octubre de 2008    | Puerto España       | Trinidad y Tobago | Bandera de Trinidad y Tobago | 2:1 (0:0) | Bandera de Estados Unidos    | Estados Unidos    |
| 19 de noviembre de 2008  | Commerce City       | Estados Unidos    | Bandera de Estados Unidos    | 2:0 (0:0) | Bandera de Guatemala         | Guatemala         |
| 19 de noviembre de 2008  | Puerto España       | Trinidad y Tobago | Bandera de Trinidad y Tobago | 3:0 (0:0) | Bandera de Cuba              | Cuba              |

### Grupo 2
| Pos. | Equipo   | Pts. | PJ | G | E | P | GF | GC | Dif. | Clasificación |     | HON | MEX | JAM | CAN |
| ---- | -------- | ---- | -- | - | - | - | -- | -- | ---- | ------------- | --- | --- | --- | --- | --- |
| 1    | Honduras | 12   | 6  | 4 | 0 | 2 | 9  | 5  | +4   | Cuarta ronda  |     | —   | 1–0 | 2–0 | 3–1 |
| 2    | México   | 10   | 6  | 3 | 1 | 2 | 9  | 6  | +3   | Cuarta ronda  |     | 2–1 | —   | 3–0 | 2–1 |
| 3    | Jamaica  | 10   | 6  | 3 | 1 | 2 | 6  | 6  | 0    |               |     | 1–0 | 1–0 | —   | 3–0 |
| 4    | Canadá   | 2    | 6  | 0 | 2 | 4 | 6  | 13 | −7   |               | 1–2 | 2–2 | 1–1 | —   |     |

 Fuente: 
| Fecha                    | Lugar            |          |                     | Resultado |                     |          |
| ------------------------ | ---------------- | -------- | ------------------- | --------- | ------------------- | -------- |
| 20 de agosto de 2008     | Ciudad de México | México   | Bandera de México   | 2:1 (0:1) | Bandera de Honduras | Honduras |
| 20 de agosto de 2008     | Toronto          | Canadá   | Bandera de Canadá   | 1:1 (0:0) | Bandera de Jamaica  | Jamaica  |
| 6 de septiembre de 2008  | Ciudad de México | México   | Bandera de México   | 3:0 (2:0) | Bandera de Jamaica  | Jamaica  |
| 6 de septiembre de 2008  | Montreal         | Canadá   | Bandera de Canadá   | 1:2 (1:0) | Bandera de Honduras | Honduras |
| 10 de septiembre de 2008 | San Pedro Sula   | Honduras | Bandera de Honduras | 2:0 (0:0) | Bandera de Jamaica  | Jamaica  |
| 10 de septiembre de 2008 | Tuxtla Gutiérrez | México   | Bandera de México   | 2:1 (0:0) | Bandera de Canadá   | Canadá   |
| 11 de octubre de 2008    | San Pedro Sula   | Honduras | Bandera de Honduras | 3:1 (1:0) | Bandera de Canadá   | Canadá   |
| 11 de octubre de 2008    | Kingston         | Jamaica  | Bandera de Jamaica  | 1:0 (1:0) | Bandera de México   | México   |
| 15 de octubre de 2008    | Kingston         | Jamaica  | Bandera de Jamaica  | 1:0 (1:0) | Bandera de Honduras | Honduras |
| 15 de octubre de 2008    | Edmonton         | Canadá   | Bandera de Canadá   | 2:2 (1:1) | Bandera de México   | México   |
| 19 de noviembre de 2008  | Kingston         | Jamaica  | Bandera de Jamaica  | 3:0 (1:0) | Bandera de Canadá   | Canadá   |
| 19 de noviembre de 2008  | San Pedro Sula   | Honduras | Bandera de Honduras | 1:0 (0:0) | Bandera de México   | México   |

### Grupo 3
| Pos. | Equipo      | Pts. | PJ | G | E | P | GF | GC | Dif. | Clasificación |     | CRC | SLV | HAI | SUR |
| ---- | ----------- | ---- | -- | - | - | - | -- | -- | ---- | ------------- | --- | --- | --- | --- | --- |
| 1    | Costa Rica  | 18   | 6  | 6 | 0 | 0 | 20 | 3  | +17  | Cuarta ronda  |     | —   | 1–0 | 2–0 | 7–0 |
| 2    | El Salvador | 10   | 6  | 3 | 1 | 2 | 11 | 4  | +7   | Cuarta ronda  |     | 1–3 | —   | 5–0 | 3–0 |
| 3    | Haití       | 3    | 6  | 0 | 3 | 3 | 4  | 13 | −9   |               |     | 1–3 | 0–0 | —   | 2–2 |
| 4    | Surinam     | 2    | 6  | 0 | 2 | 4 | 4  | 19 | −15  |               | 1–4 | 0–2 | 1–1 | —   |     |

 Fuente: 
| Fecha                    | Lugar           |             |                        | Resultado |                        |             |
| ------------------------ | --------------- | ----------- | ---------------------- | --------- | ---------------------- | ----------- |
| 20 de agosto de 2008     | Tibás           | Costa Rica  | Bandera de Costa Rica  | 1:0 (0:0) | Bandera de El Salvador | El Salvador |
| 20 de agosto de 2008     | Puerto Príncipe | Haití       | Bandera de Haití       | 2:2 (0:2) | Bandera de Surinam     | Surinam     |
| 6 de septiembre de 2008  | San Salvador    | El Salvador | Bandera de El Salvador | 5:0 (2:0) | Bandera de Haití       | Haití       |
| 6 de septiembre de 2008  | Tibás           | Costa Rica  | Bandera de Costa Rica  | 7:0 (2:0) | Bandera de Surinam     | Surinam     |
| 10 de septiembre de 2008 | Paramaribo      | Surinam     | Bandera de Surinam     | 0:2 (0:2) | Bandera de El Salvador | El Salvador |
| 10 de septiembre de 2008 | Puerto Príncipe | Haití       | Bandera de Haití       | 1:3 (1:1) | Bandera de Costa Rica  | Costa Rica  |
| 11 de octubre de 2008    | Puerto Príncipe | Haití       | Bandera de Haití       | 0:0       | Bandera de El Salvador | El Salvador |
| 11 de octubre de 2008    | Paramaribo      | Surinam     | Bandera de Surinam     | 1:4 (0:2) | Bandera de Costa Rica  | Costa Rica  |
| 15 de octubre de 2008    | Tibás           | Costa Rica  | Bandera de Costa Rica  | 2:0 (1:0) | Bandera de Haití       | Haití       |
| 15 de octubre de 2008    | San Salvador    | El Salvador | Bandera de El Salvador | 3:0 (2:0) | Bandera de Surinam     | Surinam     |
| 19 de noviembre de 2008  | San Salvador    | El Salvador | Bandera de El Salvador | 1:3 (1:2) | Bandera de Costa Rica  | Costa Rica  |
| 18 de noviembre de 2008  | Paramaribo      | Surinam     | Bandera de Surinam     | 1:1 (1:1) | Bandera de Haití       | Haití       |

## Cuarta ronda (Hexagonal final)
La cuarta fase de la competencia clasificatoria de Concacaf para la Copa Mundial de Fútbol de 2010 es conocida como la hexagonal final, al ser la fase final en que se medirán los seis mejores equipos de la ronda anterior, y en la cual los tres primeros clasificarán a la Copa Mundial de Fútbol de 2010, a realizarse en Sudáfrica. El cuarto clasificado jugará la repesca contra el quinto de la eliminatoria sudamericana. La tabla de posiciones y los resultados son los siguientes:
| Pos. | Equipo            | Pts. | PJ | G | E | P | GF | GC | Dif. | Clasificación                 |     | USA | MEX | HON | CRC | SLV | TRI |
| ---- | ----------------- | ---- | -- | - | - | - | -- | -- | ---- | ----------------------------- | --- | --- | --- | --- | --- | --- | --- |
| 1    | Estados Unidos    | 20   | 10 | 6 | 2 | 2 | 19 | 13 | +6   | Clasificados a Sudáfrica 2010 |     | —   | 2–0 | 2–1 | 2–2 | 2–1 | 3–0 |
| 2    | México            | 19   | 10 | 6 | 1 | 3 | 18 | 12 | +6   | Clasificados a Sudáfrica 2010 |     | 2–1 | —   | 1–0 | 2–0 | 4–1 | 2–1 |
| 3    | Honduras          | 16   | 10 | 5 | 1 | 4 | 17 | 11 | +6   | Clasificados a Sudáfrica 2010 |     | 2–3 | 3–1 | —   | 4–0 | 1–0 | 4–1 |
| 4    | Costa Rica        | 16   | 10 | 5 | 1 | 4 | 15 | 15 | 0    | Repesca Intercontinental      |     | 3–1 | 0–3 | 2–0 | —   | 1–0 | 4–0 |
| 5    | El Salvador       | 8    | 10 | 2 | 2 | 6 | 9  | 15 | −6   |                               |     | 2–2 | 2–1 | 0–1 | 1–0 | —   | 2–2 |
| 6    | Trinidad y Tobago | 6    | 10 | 1 | 3 | 6 | 10 | 22 | −12  |                               | 0–1 | 2–2 | 1–1 | 2–3 | 1–0 | —   |     |

 Fuente: 

### Evolución de la clasificación
| País / Fecha      | 1  | 2  | 3  | 4  | 5  | 6  | 7  | 8  | 9  | 10 |
| ----------------- | -- | -- | -- | -- | -- | -- | -- | -- | -- | -- |
| Estados Unidos    | 1° | 1° | 1° | 1° | 2° | 3° | 2° | 1° | 1° | 1° |
| México            | 5° | 2° | 4° | 5° | 4° | 4° | 3° | 2° | 2° | 2° |
| Honduras          | 6° | 6° | 3° | 4° | 3° | 2° | 1° | 3° | 4° | 3° |
| Costa Rica        | 2° | 3° | 2° | 2° | 1° | 1° | 4° | 4° | 3° | 4° |
| El Salvador       | 4° | 4° | 5° | 3° | 5° | 5° | 5° | 5° | 5° | 5° |
| Trinidad y Tobago | 3° | 5° | 6° | 6° | 6° | 6° | 6° | 6° | 6° | 6° |

### Resultados
| Fecha                   | Lugar            |                   |                              | Resultado                                                           |                              |                   |
| ----------------------- | ---------------- | ----------------- | ---------------------------- | ------------------------------------------------------------------- | ---------------------------- | ----------------- |
| 11 de febrero de 2009   | San Salvador     | El Salvador       | Bandera de El Salvador       | 2:2 (0:2) Archivado el 15 de febrero de 2009 en Wayback Machine.    | Bandera de Trinidad y Tobago | Trinidad y Tobago |
| 11 de febrero de 2009   | Columbus         | Estados Unidos    | Bandera de Estados Unidos    | 2:0 (1:0) Archivado el 14 de febrero de 2009 en Wayback Machine.    | Bandera de México            | México            |
| 11 de febrero de 2009   | Tibás            | Costa Rica        | Bandera de Costa Rica        | 2:0 (0:0) Archivado el 15 de febrero de 2009 en Wayback Machine.    | Bandera de Honduras          | Honduras          |
| 28 de marzo de 2009     | Ciudad de México | México            | Bandera de México            | 2:0 (1:0) Archivado el 30 de marzo de 2009 en Wayback Machine.      | Bandera de Costa Rica        | Costa Rica        |
| 28 de marzo de 2009     | Puerto España    | Trinidad y Tobago | Bandera de Trinidad y Tobago | 1:1 (0:0) Archivado el 1 de abril de 2009 en Wayback Machine.       | Bandera de Honduras          | Honduras          |
| 28 de marzo de 2009     | San Salvador     | El Salvador       | Bandera de El Salvador       | 2:2 (1:0) Archivado el 31 de marzo de 2009 en Wayback Machine.      | Bandera de Estados Unidos    | Estados Unidos    |
| 1 de abril de 2009      | Nashville        | Estados Unidos    | Bandera de Estados Unidos    | 3:0 (1:0) Archivado el 1 de mayo de 2009 en Wayback Machine.        | Bandera de Trinidad y Tobago | Trinidad y Tobago |
| 1 de abril de 2009      | San Pedro Sula   | Honduras          | Bandera de Honduras          | 3:1 (2:0) Archivado el 2 de abril de 2009 en Wayback Machine.       | Bandera de México            | México            |
| 1 de abril de 2009      | Tibás            | Costa Rica        | Bandera de Costa Rica        | 1:0 (0:0) Archivado el 3 de abril de 2009 en Wayback Machine.       | Bandera de El Salvador       | El Salvador       |
| 3 de junio de 2009      | Tibás            | Costa Rica        | Bandera de Costa Rica        | 3:1 (2:0) Archivado el 11 de junio de 2009 en Wayback Machine.      | Bandera de Estados Unidos    | Estados Unidos    |
| 6 de junio de 2009      | Bacolet          | Trinidad y Tobago | Bandera de Trinidad y Tobago | 2:3 (1:1) Archivado el 11 de junio de 2009 en Wayback Machine.      | Bandera de Costa Rica        | Costa Rica        |
| 6 de junio de 2009      | San Salvador     | El Salvador       | Bandera de El Salvador       | 2:1 (1:0) Archivado el 11 de junio de 2009 en Wayback Machine.      | Bandera de México            | México            |
| 6 de junio de 2009      | Chicago          | Estados Unidos    | Bandera de Estados Unidos    | 2:1 (1:1) Archivado el 11 de junio de 2009 en Wayback Machine.      | Bandera de Honduras          | Honduras          |
| 10 de junio de 2009     | San Pedro Sula   | Honduras          | Bandera de Honduras          | 1:0 (1:0) Archivado el 14 de junio de 2009 en Wayback Machine.      | Bandera de El Salvador       | El Salvador       |
| 10 de junio de 2009     | Ciudad de México | México            | Bandera de México            | 2:1 (1:1) Archivado el 13 de junio de 2009 en Wayback Machine.      | Bandera de Trinidad y Tobago | Trinidad y Tobago |
| 12 de agosto de 2009    | Ciudad de México | México            | Bandera de México            | 2:1 (1:1) Archivado el 13 de agosto de 2009 en Wayback Machine.     | Bandera de Estados Unidos    | Estados Unidos    |
| 12 de agosto de 2009    | Puerto España    | Trinidad y Tobago | Bandera de Trinidad y Tobago | 1:0 (1:0) Archivado el 13 de agosto de 2009 en Wayback Machine.     | Bandera de El Salvador       | El Salvador       |
| 12 de agosto de 2009    | San Pedro Sula   | Honduras          | Bandera de Honduras          | 4:0 (1:0) Archivado el 14 de agosto de 2009 en Wayback Machine.     | Bandera de Costa Rica        | Costa Rica        |
| 5 de septiembre de 2009 | Sandy            | Estados Unidos    | Bandera de Estados Unidos    | 2:1 (2:1) Archivado el 8 de septiembre de 2009 en Wayback Machine.  | Bandera de El Salvador       | El Salvador       |
| 5 de septiembre de 2009 | San Pedro Sula   | Honduras          | Bandera de Honduras          | 4:1 (2:0) Archivado el 8 de septiembre de 2009 en Wayback Machine.  | Bandera de Trinidad y Tobago | Trinidad y Tobago |
| 5 de septiembre de 2009 | Tibás            | Costa Rica        | Bandera de Costa Rica        | 0:3 (0:1) Archivado el 8 de septiembre de 2009 en Wayback Machine.  | Bandera de México            | México            |
| 9 de septiembre de 2009 | San Salvador     | El Salvador       | Bandera de El Salvador       | 1:0 (0:0) Archivado el 10 de septiembre de 2009 en Wayback Machine. | Bandera de Costa Rica        | Costa Rica        |
| 9 de septiembre de 2009 | Puerto España    | Trinidad y Tobago | Bandera de Trinidad y Tobago | 0:1 (0:0) Archivado el 12 de septiembre de 2009 en Wayback Machine. | Bandera de Estados Unidos    | Estados Unidos    |
| 9 de septiembre de 2009 | Ciudad de México | México            | Bandera de México            | 1:0 (0:0) Archivado el 10 de septiembre de 2009 en Wayback Machine. | Bandera de Honduras          | Honduras          |
| 10 de octubre de 2009   | Ciudad de México | México            | Bandera de México            | 4:1 (1:0) Archivado el 11 de octubre de 2009 en Wayback Machine.    | Bandera de El Salvador       | El Salvador       |
| 10 de octubre de 2009   | Tibás            | Costa Rica        | Bandera de Costa Rica        | 4:0 (1:0) Archivado el 14 de octubre de 2009 en Wayback Machine.    | Bandera de Trinidad y Tobago | Trinidad y Tobago |
| 10 de octubre de 2009   | San Pedro Sula   | Honduras          | Bandera de Honduras          | 2:3 (0:0) Archivado el 13 de octubre de 2009 en Wayback Machine.    | Bandera de Estados Unidos    | Estados Unidos    |
| 14 de octubre de 2009   | San Salvador     | El Salvador       | Bandera de El Salvador       | 0:1 (0:0) Archivado el 15 de octubre de 2009 en Wayback Machine.    | Bandera de Honduras          | Honduras          |
| 14 de octubre de 2009   | Puerto España    | Trinidad y Tobago | Bandera de Trinidad y Tobago | 2:2 (1:0) Archivado el 12 de octubre de 2009 en Wayback Machine.    | Bandera de México            | México            |
| 14 de octubre de 2009   | Washington D. C. | Estados Unidos    | Bandera de Estados Unidos    | 2:2 (0:2) Archivado el 15 de octubre de 2009 en Wayback Machine.    | Bandera de Costa Rica        | Costa Rica        |

## Repesca intercontinental
El equipo de Costa Rica, luego de haber terminado en cuarto lugar del hexagonal final, jugó una eliminación directa contra el quinto lugar de la eliminatoria de la Conmebol (Uruguay). El ganador de los partidos de ida y vuelta clasificó a la Copa del Mundo 2010. Los juegos se realizaron el 14 y 18 de noviembre de 2009.
El orden de los partidos (quién fungió como local primero y quién segundo) se determinó por medio de un sorteo en el 59.º Congreso de la FIFA, llevado a cabo en Bahamas, el 2 de junio de 2009. El primer partido fue en el área de Concacaf y el definitorio en el país de la Conmebol.

Costa Rica se quedó sin la posibilidad de clasificar, tras perder en el global 2-1.
| 14 de noviembre de 2009, 20:00 (UTC-6) | Costa Rica | 0:1 (0:1) | Uruguay    | Estadio Ricardo Saprissa, Tibás                                      |                                                                      |
|                                        |            | Reporte   | Lugano 22' | Asistencia: 23 000 espectadores Árbitro(s): Alberto Undiano Mallenco | Asistencia: 23 000 espectadores Árbitro(s): Alberto Undiano Mallenco |

| 18 de noviembre de 2009, 21:00 (UTC-3) | Uruguay   | 1:1 (0:0) (Global 2:1) | Costa Rica  | Estadio Centenario, Montevideo                              |                                                             |
|                                        | Abreu 70' | Reporte                | Centeno 74' | Asistencia: 55 000 espectadores Árbitro(s): Massimo Busacca | Asistencia: 55 000 espectadores Árbitro(s): Massimo Busacca |

## Estadísticas

### Tabla general
| Pos. | Equipo                               | Pts | PJ | PG | PE | PP | GF | GC | Dif. | Rend.  |
| ---- | ------------------------------------ | --- | -- | -- | -- | -- | -- | -- | ---- | ------ |
| 1    | Estados Unidos                       | 41  | 18 | 13 | 2  | 3  | 42 | 16 | 26   | 75.93% |
| 2    | México                               | 35  | 18 | 11 | 2  | 5  | 36 | 18 | 18   | 64.81% |
| 3    | Honduras                             | 32  | 18 | 10 | 2  | 6  | 32 | 18 | 14   | 59.26% |
| 4    | Costa Rica                           | 39  | 20 | 12 | 3  | 5  | 41 | 22 | 19   | 65%    |
| 5    | El Salvador                          | 27  | 20 | 8  | 3  | 9  | 39 | 21 | 18   | 45%    |
| 6    | Trinidad y Tobago                    | 20  | 18 | 5  | 5  | 8  | 22 | 30 | -8   | 37.04% |
| 7    | Jamaica                              | 16  | 8  | 5  | 1  | 2  | 19 | 6  | 13   | 66.67% |
| 8    | Guatemala                            | 11  | 8  | 3  | 2  | 3  | 15 | 8  | 7    | 45.83% |
| 9    | Surinam                              | 11  | 9  | 3  | 2  | 4  | 14 | 21 | -7   | 40.74% |
| 10   | Cuba                                 | 9   | 8  | 3  | 0  | 5  | 13 | 21 | -8   | 37.5%  |
| 11   | Canadá                               | 8   | 8  | 2  | 2  | 4  | 13 | 14 | -1   | 33.33% |
| 12   | Haití                                | 7   | 8  | 1  | 4  | 3  | 5  | 13 | -8   | 29.17% |
| 13   | Antillas Neerlandesas                | 7   | 4  | 2  | 1  | 1  | 3  | 1  | 2    | 58.33% |
| 14   | Bermudas                             | 7   | 4  | 2  | 1  | 1  | 6  | 5  | 1    | 58.33% |
| 15   | Antigua y Barbuda                    | 6   | 4  | 2  | 0  | 2  | 7  | 8  | -1   | 50%    |
| 16   | Granada                              | 4   | 3  | 1  | 1  | 1  | 12 | 5  | 7    | 44.44% |
| 17   | Puerto Rico                          | 4   | 3  | 1  | 1  | 1  | 3  | 6  | -3   | 44.44% |
| 18   | Belice                               | 4   | 4  | 1  | 1  | 2  | 4  | 11 | -7   | 33.33% |
| 19   | Barbados                             | 4   | 4  | 1  | 1  | 2  | 2  | 10 | -8   | 33.33% |
| 20   | Panamá                               | 3   | 2  | 1  | 0  | 1  | 2  | 3  | -1   | 50%    |
| 21   | Santa Lucía                          | 3   | 4  | 1  | 0  | 3  | 4  | 11 | -7   | 25%    |
| 22   | Bahamas                              | 2   | 4  | 0  | 2  | 2  | 3  | 16 | -13  | 16.67% |
| 23   | Guyana                               | 0   | 2  | 0  | 0  | 2  | 1  | 3  | -2   | 0%     |
| 24   | San Vicente y las Granadinas         | 0   | 2  | 0  | 0  | 2  | 1  | 7  | -6   | 0%     |
| 25   | Islas Turcas y Caicos                | 3   | 2  | 1  | 0  | 1  | 2  | 3  | -1   | 50%    |
| 26   | Islas Vírgenes Británicas            | 2   | 2  | 0  | 2  | 0  | 3  | 3  | 0    | 33.33% |
| 27   | Dominica                             | 1   | 2  | 0  | 1  | 1  | 1  | 2  | -1   | 16.67% |
| 28   | Islas Caimán                         | 1   | 2  | 0  | 1  | 1  | 2  | 4  | -2   | 16.67% |
| 29   | San Cristóbal y Nieves               | 1   | 2  | 0  | 1  | 1  | 2  | 4  | -2   | 16.67% |
| 30   | República Dominicana                 | 0   | 1  | 0  | 0  | 1  | 0  | 1  | -1   | 0%     |
| 31   | Nicaragua                            | 0   | 2  | 0  | 0  | 2  | 0  | 3  | -3   | 0%     |
| 32   | Aruba                                | 0   | 2  | 0  | 0  | 2  | 0  | 4  | -4   | 0%     |
| 33   | Montserrat                           | 0   | 1  | 0  | 0  | 1  | 1  | 7  | -6   | 0%     |
| 34   | Islas Vírgenes de los Estados Unidos | 0   | 1  | 0  | 0  | 1  | 0  | 10 | -10  | 0%     |
| 35   | Anguila                              | 0   | 2  | 0  | 0  | 2  | 0  | 16 | -16  | 0%     |

### Goleadores
| Jugador            | Selección      | Goles marcados | PJ | Minutos jugados |
| ------------------ | -------------- | -------------- | -- | --------------- |
| Rudis Corrales     | El Salvador    | 8              | 17 | 918             |
| Luton Shelton      | Jamaica        | 7              | 8  | 586             |
| Carlos Pavón       | Honduras       | 7              | 9  | 746             |
| Ali Gerba          | Canadá         | 6              | 7  | 413             |
| Carlos Ruiz        | Guatemala      | 6              | 7  | 621             |
| Jozy Altidore      | Estados Unidos | 6              | 13 | 755             |
| Álvaro Saborío     | Costa Rica     | 6              | 13 | 914             |
| Bryan Ruiz         | Costa Rica     | 6              | 15 | 1032            |
| Carlo Costly       | Honduras       | 6              | 16 | 1062            |
| Eliseo Quintanilla | El Salvador    | 6              | 17 | 1307            |

## Clasificados
| Bandera de Estados Unidos | Bandera de México | Bandera de Honduras |
| Estados Unidos            | México            | Honduras            |
| Primer puesto             | Segundo puesto    | Tercer puesto       |